# Tortellà
Tortellà és un municipi de la comarca de la Garrotxa, situat a l'Alta Garrotxa, a les Comarques Gironines. És el tretzè municipi més habitat de la comarca amb 809 habitants (2019) i una extensió d'11,07 km². La vila és a 276 metres sobre el nivell del mar i a 18 quilòmetres d'Olot, 31 de Figueres i 38 de Girona. El terme municipal delimita, començant pel nord i seguint el sentit de les busques del rellotge, amb Sales de Llierca, Argelaguer i Montagut i Oix.
La part més septentrional del terme municipal pertany al PEIN de l'Alta Garrotxa, i és a tres quilòmetres dels grans eixos viaris de la comarca, que connecten Olot amb Girona. La indústria és el sector més important de la població, seguit dels serveis i del sector agrícola. Juntament amb les poblacions limítrofes i Sant Jaume de Llierca formen una agrupació administrativa local anomenada Vall del Llierca. Aquestes poblacions comparteixen afers de mobilitat, de serveis, religiosos i educatius (ZER El Llierca).

## Medi físic i geografia
- Llista de topònims de Tortellà (Orografia: muntanyes, serres, collades, indrets..; hidrografia: rius, fonts...; edificis: cases, masies, esglésies, etc).

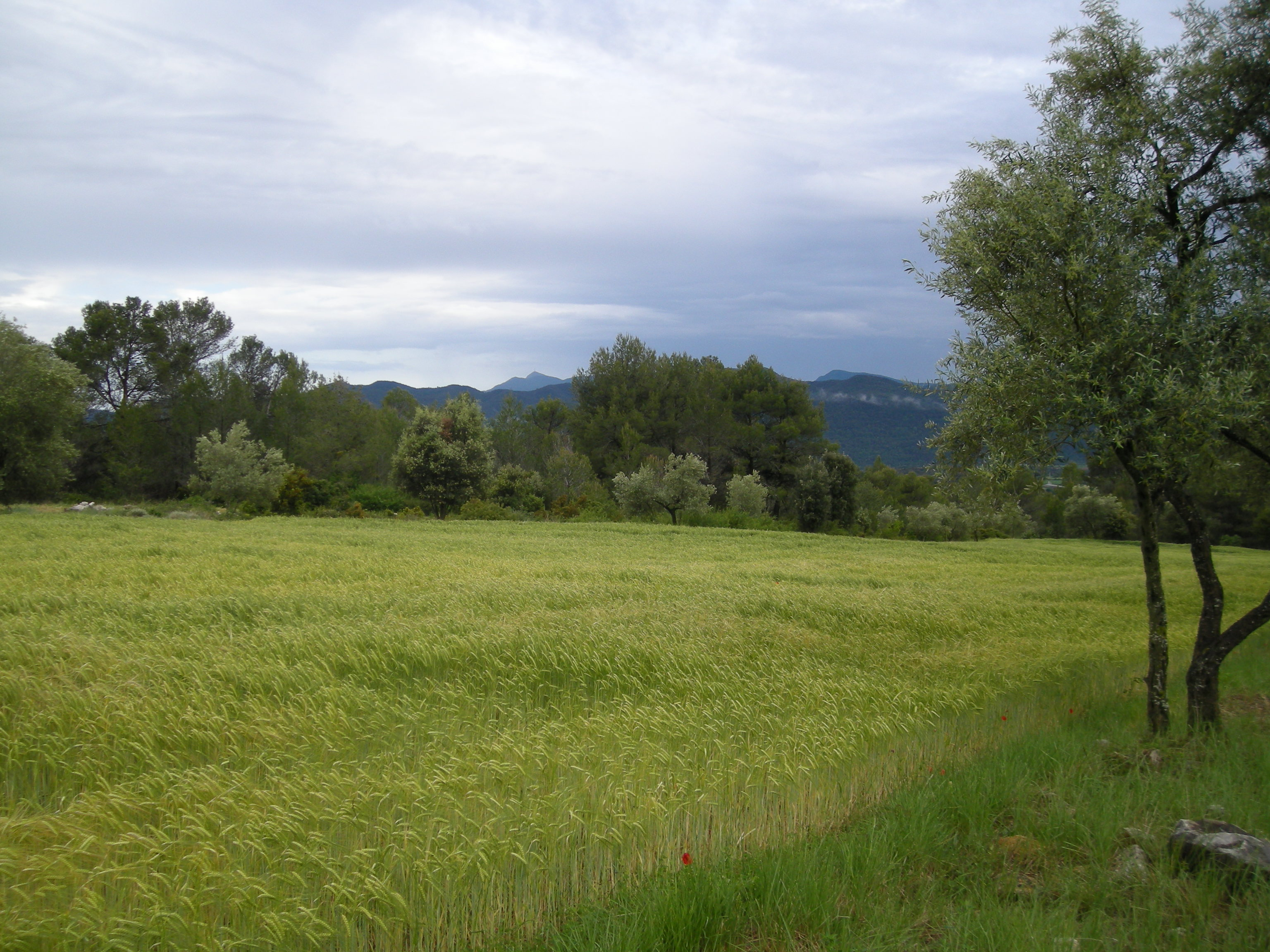
Camp de blat i oliveres

Geogràficament parlant, Tortellà es troba en una plana de l'Alta Garrotxa, que delimita al nord amb els penya-segats del Pla de la Calma, al sud amb els pendents que porten a la plana d'Argelaguer, a l'est amb el riu Juiàs i l'oest amb el riu Llierca. El municipi pertany a la conca hidrogràfica del riu Fluvià.
El relleu del municipi és una conseqüència de dos fenòmens que van tenir lloc durant el Terciari: les forces del plegament alpí que van formar el Pirineu i el Prepirineu, i una de les falles que es van produir a la Garrotxa. La zona nord del terme està accidentada pels contraforts més meridionals del prepirineu, amb muntanyes que no superen els 900 metres, com Montsipòsit (806 m) o Sant Jordi (785 m). A mesura que es va cap al sud, el desnivell de les muntanyes va disminuint fins a arribar a la plana de Tortellà, que és una falla omplerta d'aportacions fluvials i un poc erosionada pels petits cursos fluvials de la zona.
Dins dels 11,07 km² del terme municipal passen pocs cursos d'aigua. El riu Llierca i el Juiàs són els més importants i també fan de divisió administrativa entre els termes de Montagut i Oix i Sales de Llierca respectivament. A part, també hi ha un estany a la vora del nucli de Tortellà i diverses fonts repartides pel terme, com són la Font del Cosi, la Font de l'Horta o la Font de les Valls.

## Clima
La meteorologia del municipi és controlada i anotada des de l'1 de gener del 2002, pel Servei de Meteorologia de Tortellà (SMT). S'anoten totes les variables diàries de temperatura i precipitació, i des de l'any 2006, les variables de pressió atmosfèrica, humitat i vent. El 15 de desembre de 2009, se signà un acord de col·laboració amb la Xarxa d'Observadors Meteorològics del Servei Meteorològic de Catalunya, en el qual les variables de temperatura i precipitació, entre d'altres, es poden visualitzar a la seva pàgina web.
Per tal d'informar la població tortellanenca de quins han estat els registres meteorològics es fa un resum de l'any que surt publicat a la revista municipal, per cada festa major.

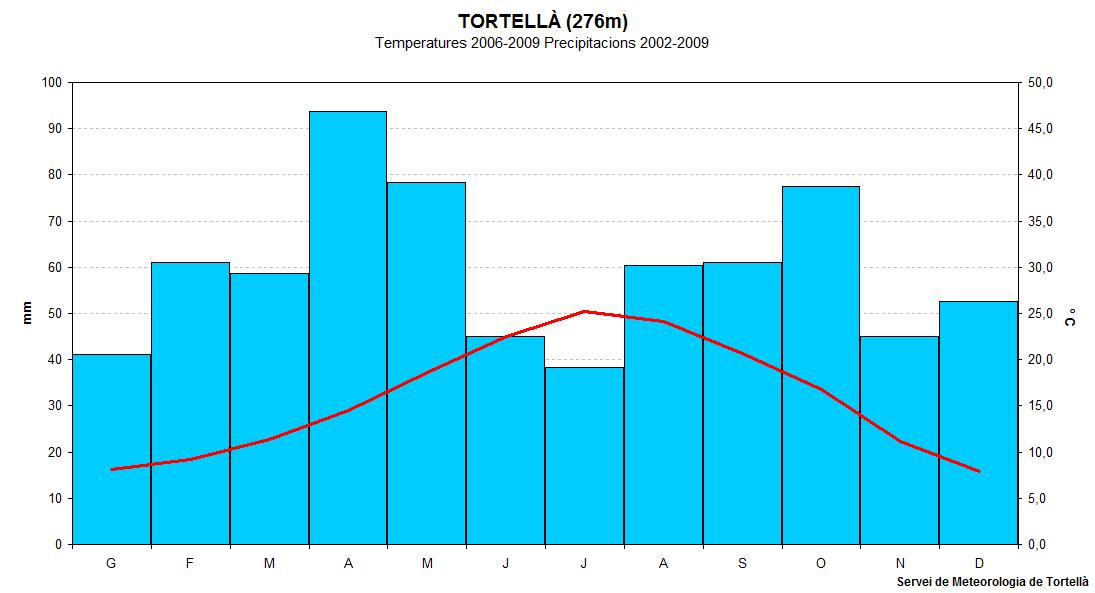
Diagrama obrotèrmic de Tortellà

## Estructura administrativa
El municipi està compost per dos nuclis principals, que són Tortellà i Sant Antoni. Tanmateix, el poble té un gran nombre de cases disseminades dins del seu territori, concentrades a les muntanyes del terme municipal i també al voltant dels camps de conreu, on antigament l'agricultura era el sector econòmic més important de la localitat.

## Història i evolució demogràfica
El nom de Tortellà prové etimològicament del llatí Tertullianus. Aquest nom prové d'un romà de cognom o sobrenom Tertullius que al segle iv va obtenir bona part de les terres de l'actual municipi. Segons Joan Coromines, el nom patiria una metàstasi [Te-to > To-te] per assimilació. Tanmateix, no va ser fins a 996 que Tortellà va agafar projecció com a municipi, a causa de la construcció del primer temple religiós, l'actual església de Santa Maria de Tortellà. Seguidament, i amb el pas dels anys, s'anaren construint les primeres cases al voltant del temple.
Com a èpoques més desastroses pel municipi, es poden citar el terratrèmol de 1428, en què el poble quedà totalment arrasat, o també un esdeveniment de la Tercera Guerra Carlina, en què les tropes del general Savalls van cremar i enderrocar el poble durant els dies 21 i 23 d'agost del 1873.
Tortellà ha trencat el tòpic que diu que un municipi aïllat dels grans eixos de comunicació ha de ser forçosament molt despoblat. Un exemple clar es troba l'any 1877, data en què es va fer un cens de la població del municipi; es va arribar a la xifra rècord de 1.609 habitants. Des d'aleshores, però, la població ha anat disminuït fins a estabilitzar-se entre els 700 i 800 habitants.
| 1497 f | 1515 f | 1553 f | 1717 | 1787 | 1857  | 1877  | 1887  | 1900  | 1910  |
| ------ | ------ | ------ | ---- | ---- | ----- | ----- | ----- | ----- | ----- |
| 29     | 28     | 29     | 163  | 971  | 1.373 | 1.609 | 1.583 | 1.299 | 1.273 |

| 1920  | 1930  | 1940  | 1950  | 1960 | 1970 | 1981 | 1990 | 1992 | 1994 |
| ----- | ----- | ----- | ----- | ---- | ---- | ---- | ---- | ---- | ---- |
| 1.326 | 1.204 | 1.095 | 1.051 | 941  | 856  | 765  | 706  | 681  | 681  |

| 1996 | 1998 | 2000 | 2002 | 2004 | 2006 | 2008 | 2010 | 2012 | 2014 |
| ---- | ---- | ---- | ---- | ---- | ---- | ---- | ---- | ---- | ---- |
| 683  | 709  | 717  | 713  | 728  | 729  | 758  | 771  | 793  | 772  |

| 2016 | 2018 | 2020 | 2022 | 2024 | 2026 | 2028 | 2030 | 2032 | 2034 |
| ---- | ---- | ---- | ---- | ---- | ---- | ---- | ---- | ---- | ---- |
| 781  | 801  | 818  | 823  | 828  | -    | -    | -    | -    | -    |

| Entitat de població | Habitants (2024) |
| Tortellà            | 817              |
| Sant Antoni         | 11               |
| Font: Idescat       |                  |

La Crema de Tortellà a la Tercera Carlinada

## Educació
Llar d'Infants (0-3 anys)
- Llar d'Infants de Tortellà

Llar d'Infants (3-6 anys)
- Escola Joan Roura i Parella - ZER El Llierca
- ZER El Llierca

Primària
- Escola Joan Roura i Parella - ZER El Llierca
- ZER El Llierca

## Cultura i festivitats

### Festa Major
El 15 d'agost, dia de Santa Maria, se celebra la Festa Major del municipi. Des de la construcció del primer temple religiós, la gent de Tortellà ja celebrava aquesta diada. Les primeres festes de què es tenen notícies eren només el dia 15, en què, al matí, la gent s'arreplegava a l'església per retre culte a la patrona. A la tarda i a la nit, els tortellanencs gaudien del ball i d'unes hores força informals en aquella època. A més, era un dels pocs dies de l'any en què abundava carn als àpats, especialment al dinar.
A mesura que han anat avançant els anys, la festa s'ha anat ampliant. Ara comença el dia 13 i s'acaba el 16. A més de balls i sardanes, hi tenen cabuda el cinema a la fresca, la sardinada, organitzada per la Societat Cultural i Recreativa Casino de Tortellà, amb acompanyament d'un grup d'havaneres. D'anys ençà, s'havia protagonitzat el Ball d'en Serrallonga. L'últim dia a la tarda es fa una tornaboda popular, on la gent del poble llença aigua pels carrers al jovent que va a darrere la xaranga. Tots els actes se celebren a la plaça, i en cas de mal temps, dins del Casino.

### Festa del Roser
Se celebra l'últim cap de setmana d'abril des del 1628. Antigament era una festa religiosa on la majoria d'artesans de la població formaven part de la Confraria del Roser.
Avui en dia, la Festa del Roser se celebra de dissabte a dilluns, amb balls i sardanes. Els actes religiosos se celebren el diumenge i el dilluns es fa la festa de la gent gran, a més de ser un dia de festa local per la població tortellanenca.

### Festa de la Candelera
És la festa de la Societat Cultural i Recreativa Casino de Tortellà, que se celebra el diumenge més pròxim al 2 de febrer, diada i patrona de la Societat. Des del 1869, data de la fundació de l'entitat, fins a l'actualitat, s'ha celebrat aquesta diada festiva, exceptuant l'any 1874, per la Tercera Guerra Carlina, i el període 1939-1960 a causa del règim franquista.
A les onze del matí, hi ha una concentració de socis al local social per anar, mitja hora més tard, a l'església parroquial on se celebra un ofici solemne amb acompanyament d'orquestra en memòria als socis difunts. Tot seguit es va en direcció al cementiri on es realitza un petit homenatge als socis traspassats de l'any anterior. A la una del migdia es fan sardanes a la placeta del Casino i un vermut popular. A la tarda es fa un concert extraordinari de música clàssica i catalana, i al vespre un gran ball de fi de festa.

### Fira de la Quaresma

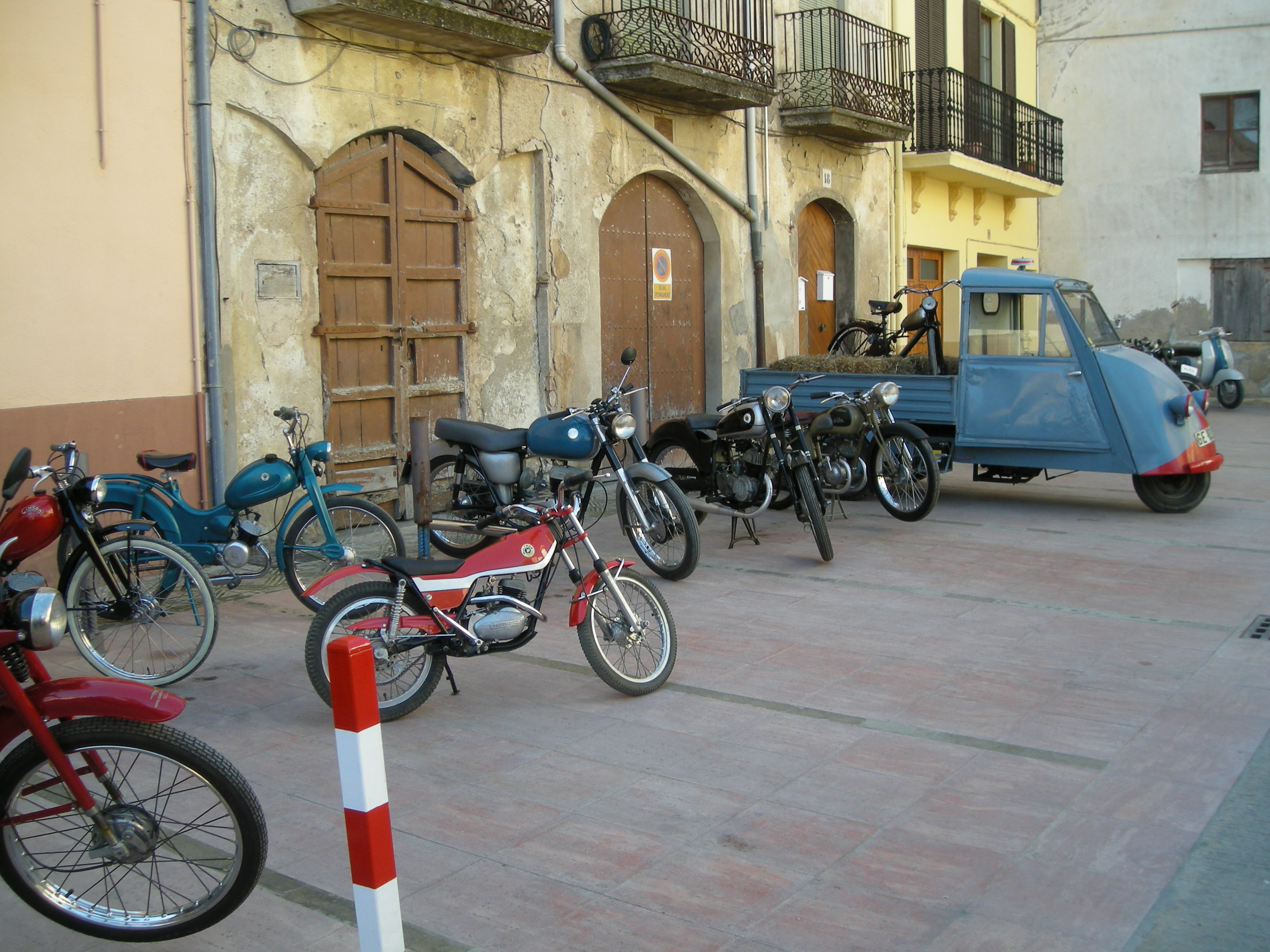
Exposició de la Fira de la Quaresma 2008

Es tracta d'una fira agrícola, artesana, comercial i gastronòmica del poble. Se celebra el primer diumenge de Quaresma a la plaça Mercat i l'Avinguda de la Diputació de Girona. A més, la delegació del poble agermanat de Sant Llorenç de Cerdans passa a fer una visita al poble. El fet més remarcable són les demostracions artesanes de culleraires, filadors i diverses exposicions.

### Festa del Carnaval
Se celebra al dissabte següent al Carnaval d'Olot i és organitzat per la Societat Cultural i Recreativa Casino de Tortellà, amb la col·laboració de l'Ajuntament. Es realitza una cercavila pels carrers cèntrics del poble i després un gran sopar on s'atorguen premis a les millors disfresses de la vetllada.

### Festa de Sant Joan
Al costat del Parc de Can Santaló s'instal·la una foguera i al carrer Sant Joan es realitza un sopar popular, tot el dia 23 de juny.

### Tradició musical
Totes les festivitats anteriorment esmentades tenen un punt en comú: la música. Tortellà, a part de ser terra de culleraires, també ha estat terra de músics. Ja al segle xvii es té constància d'alguns músics dins de la població i la consegüent creació de grups musicals, bàsicament cobles. Precisament és l'any 1875 quan es creen les primeres orquestres musicals. A partir d'aquell moment i fins al 1956 Tortellà fou testimoni del naixement de nou cobles-orquestres, cosa que en feu una de les capitals de la música sardanista de Catalunya:
| Nom                      | Fundador                          | Creació | Desaparició |
| ------------------------ | --------------------------------- | ------- | ----------- |
| La Vella de Tortellà     | Bach de Vidreres                  | 1875    | 1900        |
| Orquestra de la Societat | Agustí Conde i Joan Conde         | 1875    | 1900        |
| Els Petits de Tortellà   | Josep Capdevila                   | 1882    | 1898        |
| La Nova de Tortellà      | Josep Capdevila i Llorenç Juanola | 1900    | 1910        |
| La Principal de Tortellà | Josep Saderra                     | 1910    | 1965        |
| La Nova                  | Francesc Santaló                  | 1912    | 1928        |
| Orquestrina New York     | Francesc Santaló                  | 1928    | 1936        |
| La Nueva de Tortellá     | Amadeu Puntí                      | 1943    | 1953        |
| Orquestra Marimba        | Joaquim Serra i Roc Marco         | 1951    | 1956        |

Amb la desaparició de totes les orquestres, Tortellà no ha deixat de tenir representació musical. Nombrosos músics que havien tocat en les cobles locals i altres persones que s'han dedicat en aquest art, toquen a altres orquestres i cobles. L'Orquestra Maravella n'és un clar exemple.
Finalment cal fer referència a nombrosos músics del municipi que han fet una carrera musical per emmarcar. El personatge més il·lustre fins als nostres temps ha estat en Manel Saderra Puigferrer. Com a mostra d'homentatge, el consistori local, a part de posar-li el nom a un carrer de la vila, li va descobrir una placa a la seva casa natal amb motiu del centenari del naixement.
També cal destacar la nissaga dels Juanola, família de músics de cobla nascuts la majoria a Tortellà que varen triomfar musicalment a Manresa, destacant per sobre de tots Francesc Juanola i Reixach.

## Patrimoni arquitectònic i artístic

### Església de Santa Maria de Tortellà

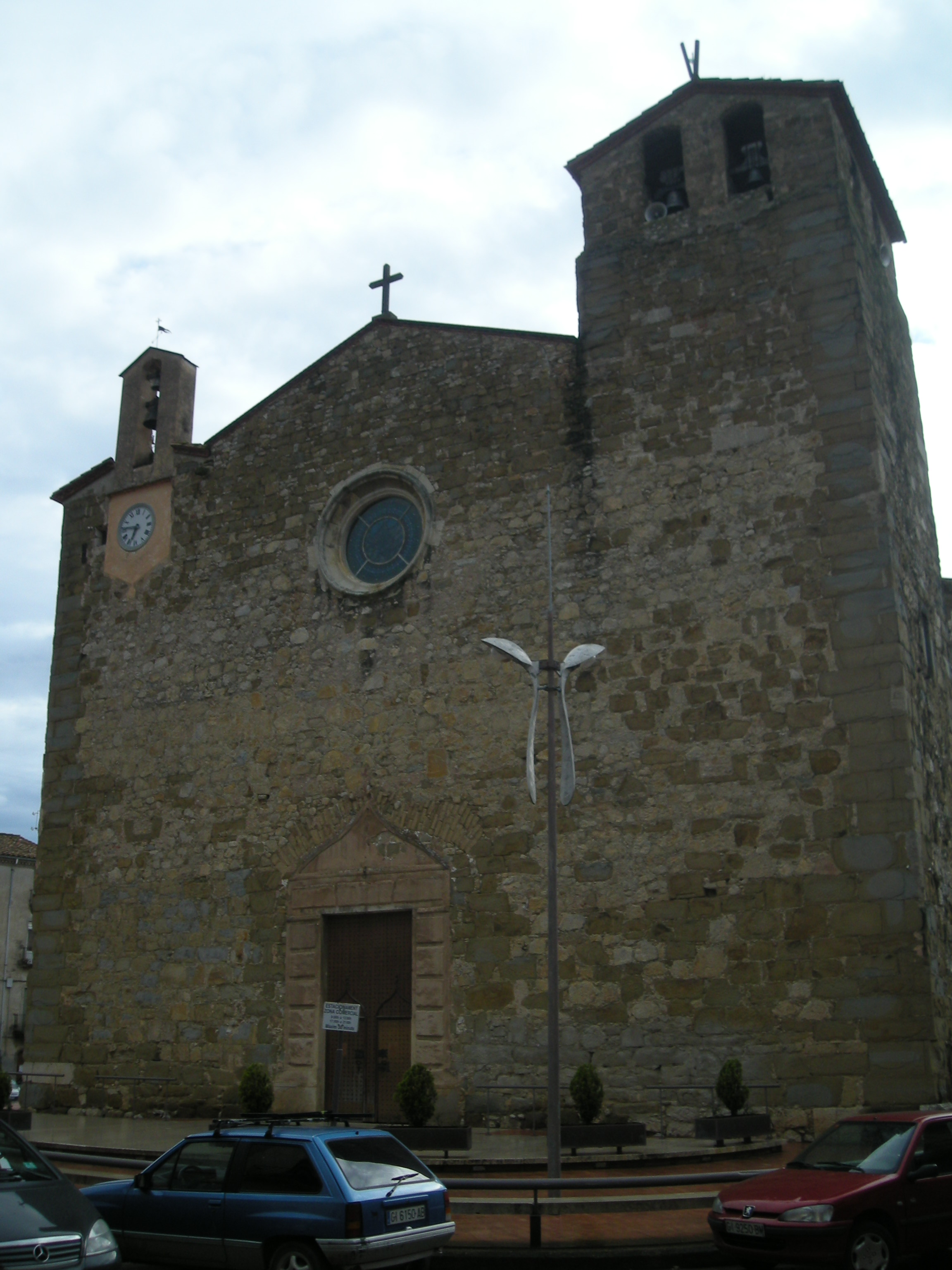
Església de Santa Maria

Des de la construcció del primer temple oratori del municipi, se l'advocà a la Mare de Déu, a causa del litigi que el 1004 Oriol de Tortellà tingué amb el bisbe de Girona. Les primeres obres d'ampliació foren al segle xiii, quan damunt del temple se'n construí un de més gran i d'estil romànic.

Ja al segle xviii, a causa de l'augment constant de població, el recinte de l'església esdevingué massa petit i es decidí construir-ne una de més gran, que és l'actual. Es començà a edificar el 1787 i s'acabà el 1796, i fou una obra exclusivament dels tortellanencs, a la qual dedicaren diners i treball. Durant la Guerra Civil espanyola el temple fou utilitzat com a magatzem militar, cosa que provocà la destrucció de l'interior. Com a conseqüència, es restaurà tant l'interior com l'exterior de l'església, que s'inaugurà el 30 de maig del 1954 amb l'assistència del senyor bisbe. L'edifici està situat a la Plaça Mercat.

### Pont del Llierca
El Pont del Llierca és la construcció més antiga de Tortellà que s'ha mantingut intacte fins als nostres dies. Està situat just a la vora de la carretera que va de Montagut i Oix al nucli de Sadernes, i passa per sobre el riu Llierca. A causa de la seva estructura medieval, els automòbils motoritzats hi tenen prohibida la circulació i només és de pas de vianants.

Fou edificat entre al final del segle xiv i principis del següent, amb finalitats estrictament comercials, ja que aquest pont comunicava les cases de pagès del vessant oest del riu amb Tortellà i Besalú. Està construït amb pedra nummulítica i a sobre d'un rocam calcari, que s'aixeca a uns 8 metres sobre el nivell de les aigües del riu. Té una longitud de 20 metres de llargada i entre 2,30 i 3,10 d'amplada.

### El Casino
Edifici construït al segle xix i que és la seu de la principal entitat del poble, la Societat Cultural i Recreativa Casino de Tortellà. Consta d'una gran sala de ball i d'un edifici annex, on als baixos hi ha el bar de la Societat. A més, disposa d'una gran placeta al seu vessant sud.

Aquest edifici no destaca per la seva vàlua arquitectònica, sinó per ser un punt estratègic de trobada entre els habitants del municipi i rodalia. Està situat amb la confluència dels carrers França i Ciutadella.

### Safareig públic
El safareig públic va ser construït el 1886 a causa de la dificultat de fer la bugada en èpoques de sequera, quan les dones havien d'anar als gorgs del Llierca i a vegades al riu Fluvià. Es van edificar a un terreny de 97m². Amiden 14,60 metres de llarg i 3,35 metres d'ample i s'alimenten de l'aigua del Torrent del Vinyot. Estan situats al final del carrer de la Font prop del barri del Veïnat. El safareig i el seu entorn van ser restaurats el 2010.

### Bauma del Serrat del Pont
Aquest jaciment prehistòric data de l'etapa del Neolític. Després d'excavar-hi 14 anys, s'hi han trobat multitud de troballes arqueològiques d'aquella època, com poden ser ossos de porc, un morter i pots de ceràmica, entre altres restes. Es tracta d'un refugi situat a 2 minuts del Pont del Llierca, que va ser utilitzat regularment, primer per caçadors nòmades fa cap a 8.000 anys i, més tard, per grups humans del Neolític.

Un cop acabada la recerca arqueològica, l'excavació fou tapada amb terra i ara només queden senyalitzacions on indiquen que allà hi va haver un refugi dels habitants del Neolític.

## Terres Comunals - "Els Comuns"
Segurament en la baixa edat mitjana la comunitat tortellanenca ja disposava de terres comunals (comuna) a la zona de la muntanya situada al nord del terme municipal. Són terrenys que devien ser gairebé els mateixos que componen els actuals; era un lloc on tothom tenia dret d'anar-hi a buscar llenya per al consum familiar, a collir glans, a portar els ramats a pasturar, i a caçar, cosa que suposava una gran ajuda per a la gent menys afavorida.
Al segle xiv el Consell d'Universitat mantingué un llarg plet amb el baró de Sales: aquest al·legava que les terres de Montoriol (o muntanya de Sant Jordi) eren propietat seva, i el Consell del comú deia que des de temps immemorial havien format part de la parròquia i el seu ús era "comunal", en cap cas eren disposicions per llinatge. Els drets del comú van guanyar el litigi, i van obtenir així, per decret judicial, el reconeixement de propietat de les esmentades terres. Les terres comunals són administrades, al llarg de molts segles, seguint els criteris de "bé comú" amb usos i costums tradicionals, i amb l'aprovació de la nostra gent, però sense regles ni convenis escrits; bàsicament es destinava tan sols a l'aprofitament directe, personal i gratuït dels terrenys per part dels habitadors de la universitat, amb finalitats de subsistència, criteris de solidaritat, cooperació mútua, accés col·lectiu, equitat, control democràtic i sostenibilitat.

## Política i govern

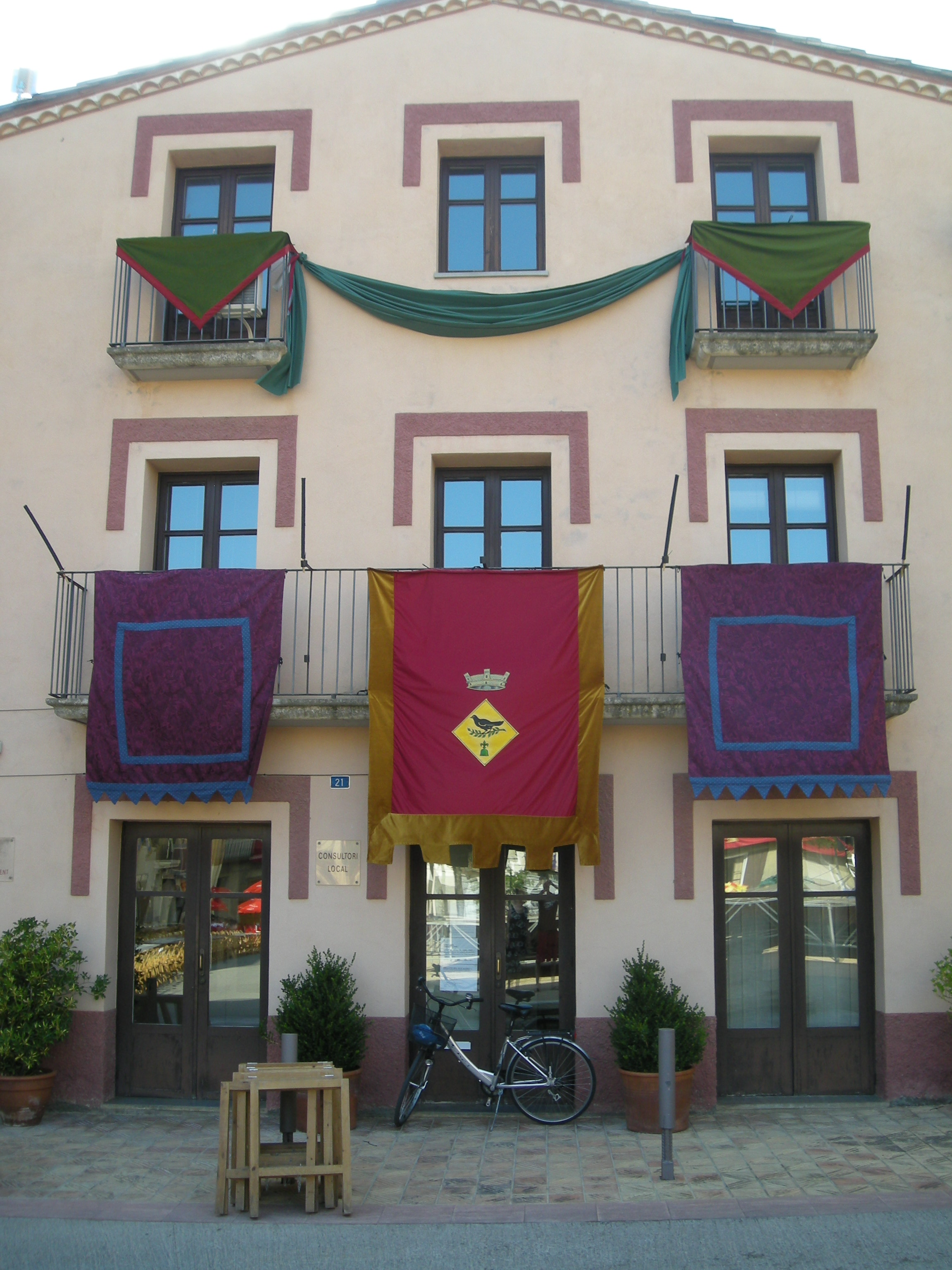
L'ajuntament durant la Festa Major

Des de l'any 1585 fins a l'actualitat, hi ha hagut un total de 106 canvis d'alcaldes a l'Ajuntament. Seguidament s'exposen els batlles del municipi a partir de les eleccions municipals de 1979, les primeres democràtiques després de la Guerra Civil espanyola:
- 1979 - 1983: Joaquim Serra i Quintana.
- 1983 - 2003: Avel·lí Campsolinas i Juanola (CiU).
- 2003 - 2004: Josep Víctor Gay i Frías (CiU).
- 2004 - 2005: Joaquim Pagès i Manté (IdT-PM).
- 2005 - 2006: Josep Víctor Gay i Frías (CiU).
- 2006 - 2015: Joaquim Pagès i Manté (IdT-PM).
- 2015 - 2019: Rafel Domínguez i Blázquez (IdT-CP).
- 2019 - actualitat: Josep Reig i Canals (ST-ERC-AM)

L'actual alcalde de Tortellà és el Sr. Josep Reig i Canals (ST-ERC-AM), que governa amb majoria absoluta al consistori. Els resultats de les eleccions municipals del 2019 foren.
| Candidatura | Candidatura                                                    | Cap de llista       | Vots | Regidors | % vots |
| ----------- | -------------------------------------------------------------- | ------------------- | ---- | -------- | ------ |
|             | Som Tortellà-Esquerra Republicana de Catalunya-Acord Municipal | Josep Reig i Canals | 280  | 5        | 55,67% |
|             | Fem Tortellà                                                   | Núria Orri Torres   | 142  | 2        | 28,23% |
|             | Junts per Tortellà                                             | Eduard Serra i Faig | 55   | 0        | 10,93% |
|             | Vots en blanc                                                  |                     | 26   |          | 5,17%  |
|             | Vots nuls                                                      |                     | 14   |          | 2,71%  |
| Total       | Total                                                          | 517                 | 517  | 7        |        |

El 2023 fou l'únic candidat al consistori.

## Àmbit associatiu

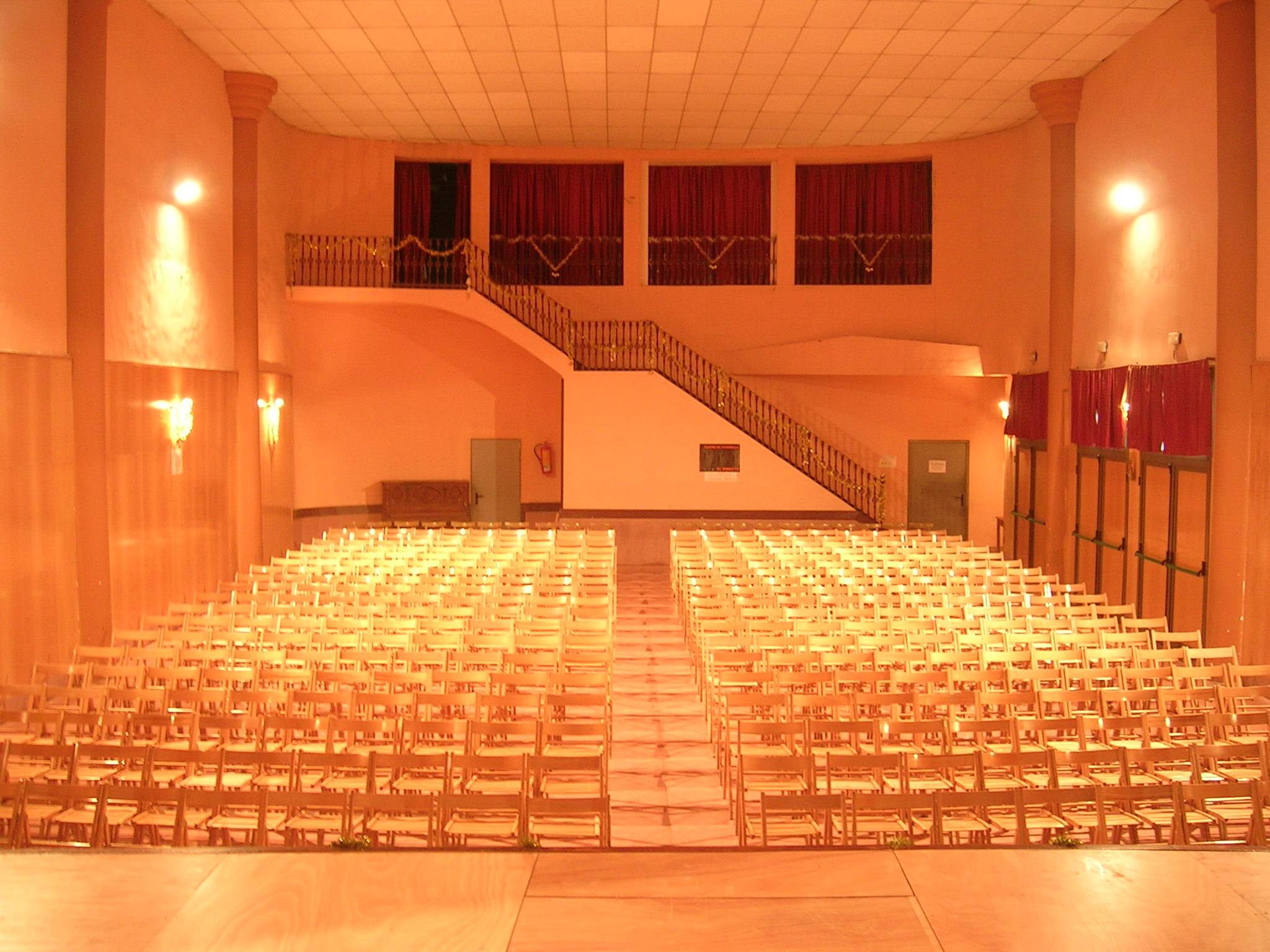
Sala del Casino de Tortellà

- Societat Cultural i Recreativa Casino de Tortellà. És l'entitat més antiga de Tortellà, fundada el 1869 per Eduard Caselles, Pere Gibert i Pere Camó. Actualment té 300 socis i és la principal organitzadora d'actes festius del municipi, com seria la Sardinada per la festa major, l'arrossada de Sant Joan, les Quines de Nadal, entre d'altres. La seu està al carrer Ciutadella, 2.

- Unió Esportiva Tortellà. Entitat fundada el 1975 i és la coordinadora del futbol al municipi. Les instal·lacions estan situades a la zona esportiva, a la carretera d'Argelaguer, s/n.

- AMPA Joan Roura i Parella. És l'associació de pares d'alumnes de l'escola del municipi. Situada al carrer de Sales, s/n.

- Associació de jubilats Pont del Llierca. Entitat que concentra la gent gran del municipi, per tal de fer excursions i passar la tarda al local, situat a la plaça Mercat, 21.

- Associació excursionista la Guilla. Entitat que promociona i fomenta l'excursionisme per les muntanyes de l'Alta Garrotxa.

- Grallers i timbalers de Tortellà. Associació que engloba els grallers i la faràndula local del poble, que realitza trobades al mateix municipi i a altres llocs veïns.

- Associació de caçadors de Tortellà i Sales de Llierca. Format pels aficionats de la caça dels dos pobles.
- TRUC - Associació Centre d'Activitats de la Vall del Llierca - CRAFMN - Entitat que dinamitza els nostres nuclis rurals, amb activitats en el medi natural, en els àmbits: flora, fauna i muntanya.

## Esport

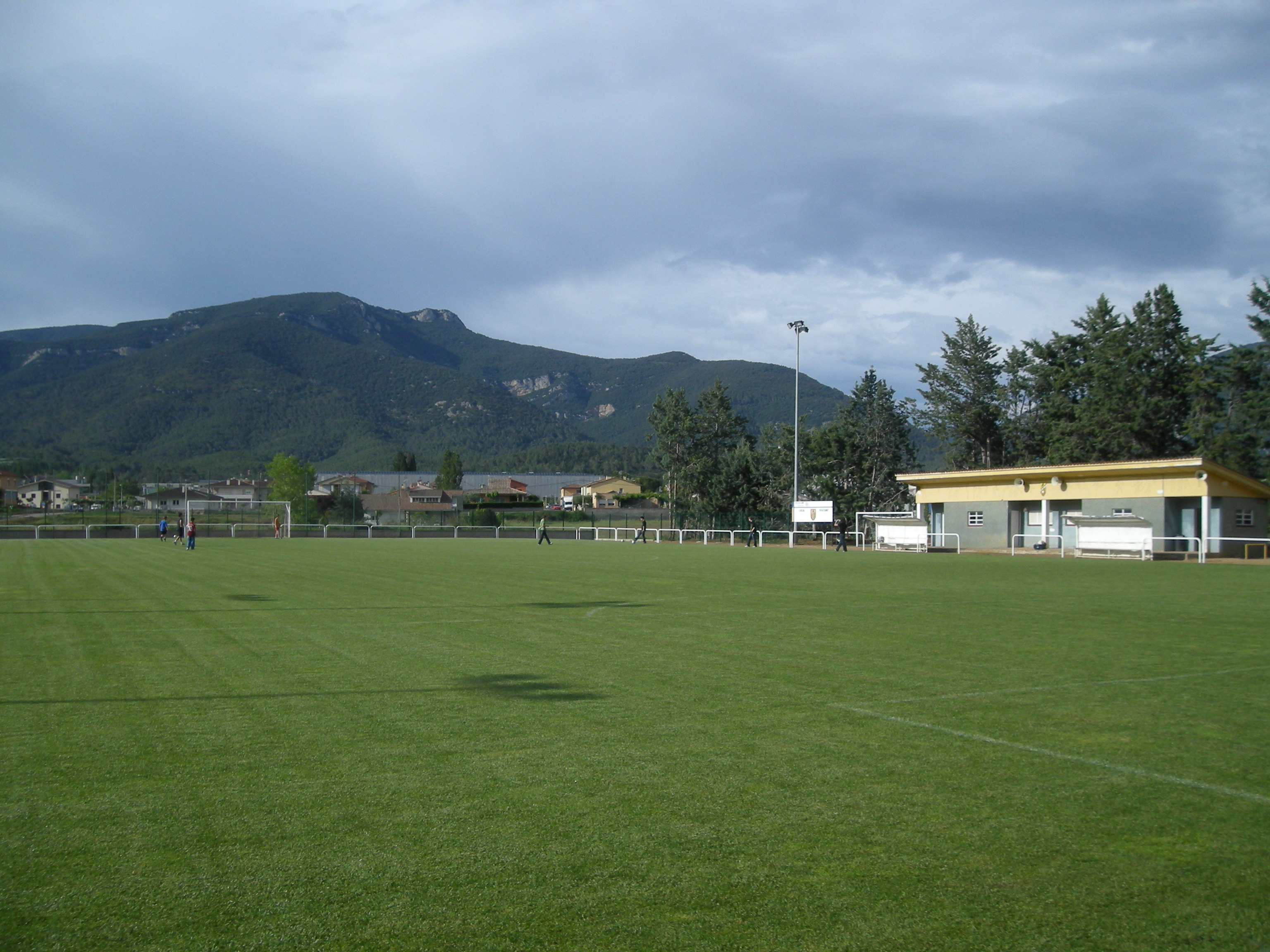
Camp municipal de futbol

El 1973 un grup de tortellanencs molt emprenedors es varen proposar la consecució d'uns terrenys que fossin del municipi i construir-hi un complex poliesportiu. Amb la recaptació de 483.550 pessetes es comprà un terreny de 15.000m², situat a la vora de la carretera que connecta Tortellà i Argelaguer i a poca distància del nucli de població.

Al llarg de dos anys intensos, desenes de tortellanencs varen treballar als caps de setmana per la construcció del camp de futbol, aixecant les grades, els vestidors i la delimitació del terreny de joc. El 1975, es comprà una altra porció de terreny a aquella zona on es va construir l'actual piscina municipal Miquel Vilanova i Vergés. Les dues pistes de tennis i el bar completen aquest ampli complex esportiu de Tortellà.

### Futbol
Aquest esport es va introduir al municipi el 1912 i al cap de set anys després, naixia el CF Tortellà. Als anys vint, l'equip municipal jugava cada diumenge amb equips d'altres pobles de la comarca fins al 1930. En temps de la Segona República, varen existir dos equips de futbol, el de Can Ginebre i el del Casino, amb una clara rivalitat entre ells, que perdurà fins al 1938. No és fins al 1954 que el futbol torna a Tortellà i perdura fins avui dia. Amb la fundació de la Unió Esportiva Tortellà (UET) el 1975, l'equip del poble va començar a participar en competicions oficials, militant a Tercera Regional.
La temporada 1998-99 l'equip aconsegueix el campionat de lliga del seu grup i ascendeix a Segona Regional, lloc on s'ha mantingut des d'aleshores. Juntament amb els equips de futbol de Sant Jaume de Llierca, Argelaguer i Montagut i Oix fundaren l'Escola Futbol Llierca, on aglutina joves promeses dels quatre pobles en competicions infantils.

### Altres esports
Aprofitant les dues pistes de tennis que hi ha a la zona esportiva, s'hi estan realitzant cursets d'aprenentatge i d'alt nivell d'aquest esport de raqueta.
D'altra banda, a la piscina municipal s'hi realitzen cursets de natació al llarg del mes de juliol per tal que la mainada aprengui a nedar o, si més no, a perfeccionar aquest esport d'aigua.
També, anys enrere, havia existit el Club Bàsquet Tortellà, un equip mixt d'alevins que competia amb altres clubs de la comarca i rodalia.

## Economia

### Indústria tradicional

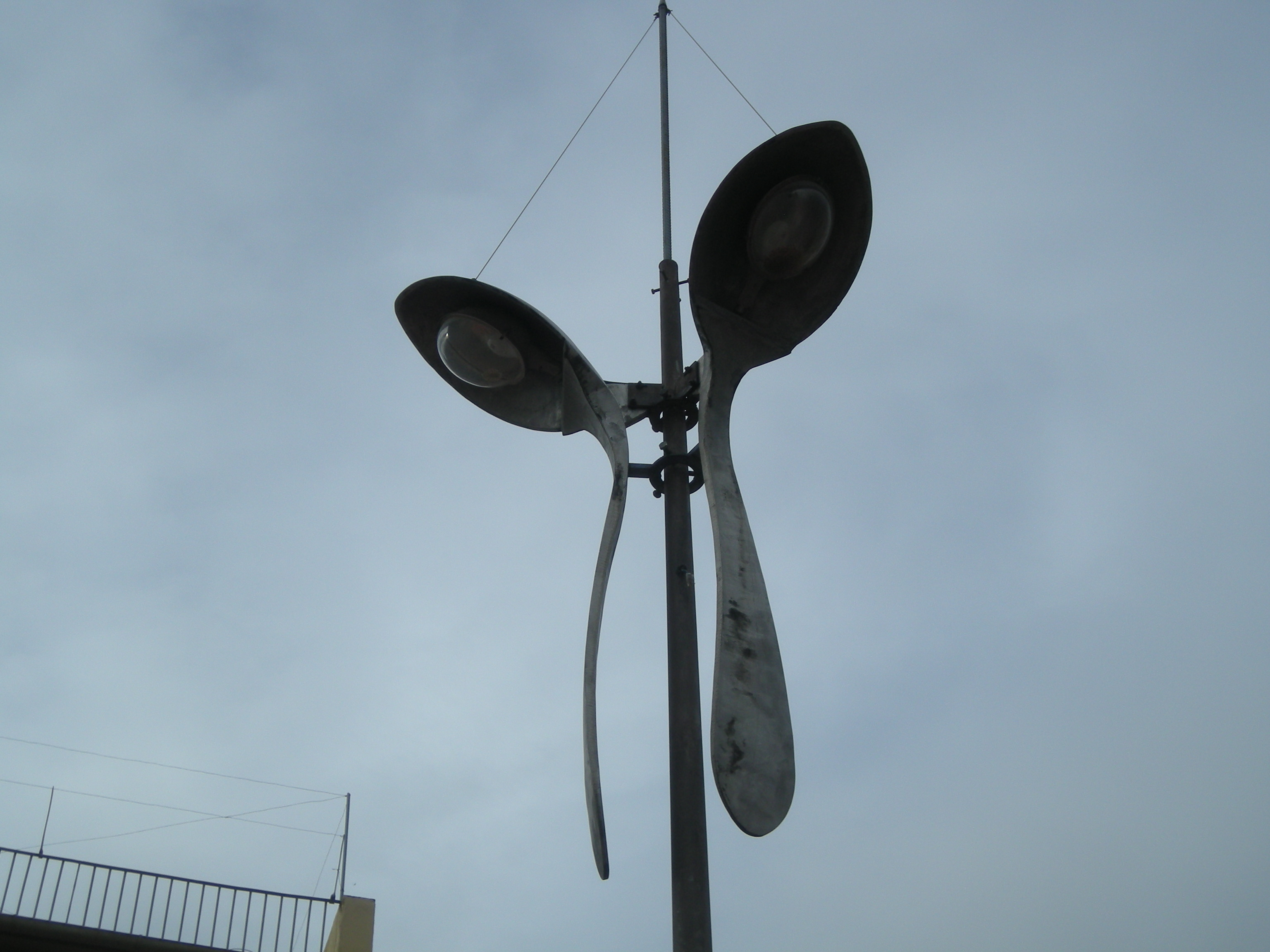
Fanals de Tortellà

Tortellà s'ha caracteritzat, des de l'arribada de Joan Illamola al poble el 1762, per la fabricació de culleres i altres estris de cuina, amb fusta de boix i faig. Ell fou el mestre d'una nissaga de culleraires que encara avui dia existeix al poble. Durant el segle xix i especialment l'anterior, la fabricació d'aquests estris artesans varen ser la principal font d'ingressos de la vila i també d'ocupació. El 1890 hi havia 220 treballadors a les empreses artesanals.
De les 17 empreses de culleres que s'han creat a Tortellà des del 1762, només quatre han continuat la seva tasca i actualment estan en funcionament:
- Artesania Faig. Fundat el 1867 per Joan Faig i Vila.
- Serra Quintana. Fundat el 1950 pels germans Joaquim i Ramon Serra i Quintana.
- Artesania Fontàs. Fundat el 1960 per Narcís Fontàs i Viñet.
- Artesania Bauzó. Propietat de Manel Bauzó i Amoedo.

Com a mostra de la tradició del poble al fabricar aquest tipus d'estri, l'Ajuntament de Tortellà decidí substituir els vells fanals i punts de llum de la plaça Mercat, carrer de França i carrer de Besalú, per noves que tinguessin forma de cullera. En total, hi ha una vintena de punts de llum al poble que tenen forma de cullera.
Durant el transcurs de l'any 2011, els culleraires de Tortellà varen rebre el reconeixement per part de la Generalitat de Catalunya, atorgant-los el distintiu d'Ofici Singular. Aquest guardó pretén donar una gran rellevància i representativitat a aquelles activitats artesanes que són pròpies i exclusives de les diferents àrees geogràfiques de Catalunya.

### Indústria actual
La indústria actual del municipi tortellanenc es basa en la diversificació d'activitats. A part de les quatre fàbriques de fabricació de culleres de fusta, també existeixen sis empreses amb projecció internacional: una dedicada a la fabricació de cadires i taules de fusta, l'altre dedicada en el disseny i la fabricació de tota mena de filtres i accessoris, la tercera està dedicada a l'alta cosmètica natural, una altra que està especialitzada en la fabricació de teixits tècnics i protectors, una dedicada exclusivament al tractament d'alumini i, finalment, una que treballa en el tractament de fustes interiors i exteriors.
A més a més, el municipi consta d'un total de 27 establiments dins la localitat amb tasques ben diverses. El comerç al detall és el que predomina, seguit de l'hostaleria i restauració i les empreses de construcció i reparació.

### Serveis
La situació geogràfica del municipi i la no superació dels 1.000 habitants, fa que Tortellà tingui pocs serveis per a la població resident. En l'actualitat, el poble disposa d'una escola d'educació infantil i primària, d'un consultori mèdic i una àmplia zona esportiva amb dues piscines, dues pistes de tennis i un camp de futbol de gespa natural. A més, des de l'estiu del 2010, existeix un centre social que aglutina un centre de dia per a la gent gran, una sala d'exposicions i una biblioteca.

## Tortellanencs destacats
Tortellà, encara que sigui un poble petit de les muntanyes garrotxines, ha tret i continua traient grans personalitats en diferents àmbits professionals. Uns clars exemples serien:
- Jaume Cortada i Pujol (Tortellà 1641 - 1701). Fou fuster i escultor de Tortellà. A causa de la seva vàlua professional, gaudí d'un cert prestigi en el seu ofici d'escultor. El retaule d'Avinyonet de Puigventós n'és un clar exemple, que fou creat juntament amb el seu germà Josep.

- Joan Teixidor i Cos (Tortellà 1838 - 1885 Barcelona). Fou naturalista i farmacèutic. Els seus excel·lents resultats universitaris varen convertir en Joan en un expert investigador de les propietats de la flora per guarir malalties. Publicà desenes de treballs i llibres especialitzades en els seus dos àmbits de recerca.

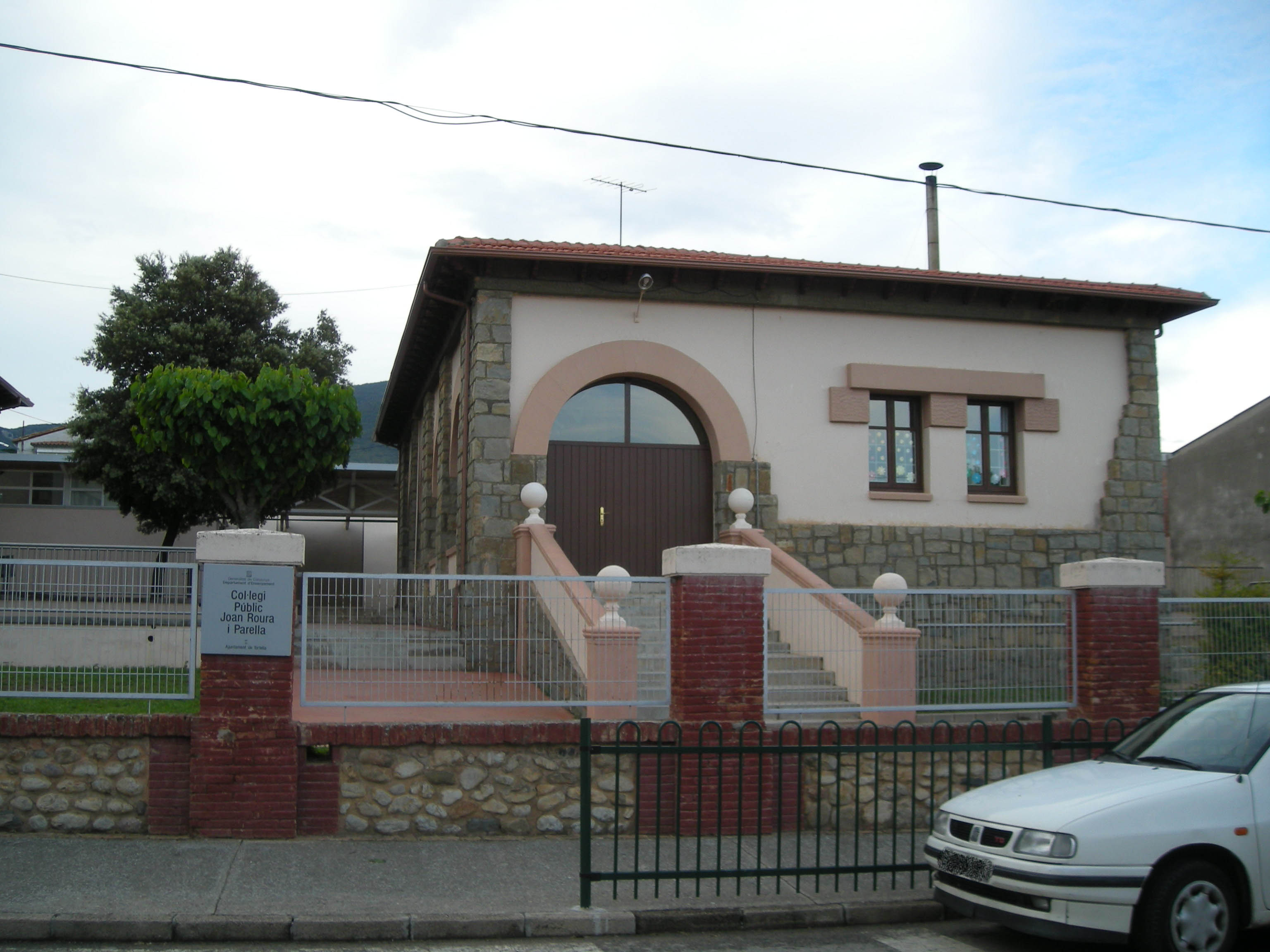
L'escola de Tortellà dedicada a Joan Roura i Parella

- Joan Roura-Parella (Tortellà 1858 - 1941 Connecticut; EUA). Exercí de professor. Fou l'home més il·lustre que ha donat Tortellà, essent conegut arreu d'Europa i d'Amèrica com un dels grans intel·lectuals del segle passat. Destacà en els camps de la pedagogia, psicologia i va ser reconegut mundialment com un eminent filòsof i pensador. L'Ajuntament de Tortellà, per tal de retre-li homenatge, posà el seu nom a les actuals instal·lacions educatives del municipi.

- Llorenç Jou i Olió (Tortellà 1877 - 1954). Fou professor. Es guanyà un alt prestigi en la seva carrera docent i fou uns dels mestres que més van treballar per aconseguir l'ús del català a l'escola.

- L'avi Siset (Narcís Llansa i Tubau, Tortellà, 1887 - Besalú?, 1983) - el personatge que inspirà la cançó "L'estaca", de Lluís Llach. Era barber, treballava el boix i feia espardenyes de llata, i també va ser regidor per ERC a l'Ajuntament de Besalú durant la República, per la qual cosa patí repressions en la postguerra.[27]

- Esteve Pelaó i Gratacós (Tortellà, 1898 - 1983 Barcelona). Migcampista i capità del CE Europa a l'època daurada del club. Jugà pràcticament tota la seva carrera de futbolista a l'equip europeista, entre els anys 1916 i 1928. El seu germà, Bonaventura Pelaó, també destacava com a futbolista de l'Europa.

- Narcís Molins i Fàbregas (Tortellà 1901 - 1962 Cuatla; Mèxic). Fou periodista i polític de gran prestigi. Es decantà al vessant comunista i fou redactor de nombrosos diaris catalans.

- Narcís Oliveras i Guillamet (Tortellà 1901 - 1962 Sant Joan de les Abadesses). Músic de cobla i orquestra i compositor de sardanes.

- Manel Saderra i Puigferrer (Tortellà 1908 - 2000 Porqueres). Fou músic i compositor de sardanes. Per la seva carrera artística, l'Ajuntament li dedicà un homenatge, al qual donà el 1987, el seu nom a un carrer de la població.

- Joaquim Serra i Quintana (Tortellà 1927 - 2003). Fou pintor de quadres, músic i empresari. El nom de Serraquintana, mot en què signava les seves obres, arribaren a diverses galeries d'art d'arreu de l'estat espanyol, com Barcelona, Palma i Madrid.

- Miquel Vilanova i Vergés (Tortellà 1955 - 2000). Fou professor i entrenador de natació. Es traslladà als Països Baixos per tal d'exercir d'entrenador d'aquest esport aquàtic. Des de ben jove acumulà excel·lents resultats i campionats de natació, waterpolo i socorrisme. L'any 2001, l'Ajuntament li dedicà un homenatge posant-li el seu nom a la piscina municipal durant els actes de celebració del 25è aniversari de la construcció de les instal·lacions, com a mostra de la seva vàlua professional i entrenador de natació de molts joves de la població.

- Joan i Lluís Fontfreda i la seva mare Mercè Castañer, empresaris que van crear les botes Xiruca/Chiruca (són enterrats al cementiri del poble).

## Comunicacions i accessos
Per accedir al municipi a través de la xarxa general de carreteres, cal deixar l'autovia A-26 per la sortida 69 (direcció Olot) o la sortida 70 (direcció Girona). Cal travessar el municipi d'Argelaguer fins a arribar a la cruïlla de la carretera GI-523, via que porta directament a Tortellà.
Amb transport públic, s'accedeix al municipi mitjançant la línia regular d'autobús de la companyia Teisa, que connecta Olot i Tortellà, passant pels polígons industrials de Begudà i Pla de Politger. La freqüència d'horaris del transport és dos viatges d'anada i dos de tornada, i de dilluns a divendres feiners.
L'actual carretera d'Argelaguer a Tortellà (1892) formava part d'un projecte de més abast, de finals del S. XIX, que havia de comunicar Arguelaguer amb Mollò. De fet, l'actual carretera de Mollò a Beget també en forma part. Entre Beget i Tortellà aquesta carretera hauria d'haver passat pel Grau d'Escales, Ormoier i l'Escaladuix, un tram d'una gran complicació. Al mig del poble de Tortellà hi ha ubicada una de les fites d'aquesta carretera que no es va arribar a construir.